# Tortula linearifolia
Tortula linearifolia là một loài rêu trong họ Pottiaceae. Loài này được P. Beauv. mô tả khoa học đầu tiên năm 1805.